# مانداس
مانداس (به ایتالیایی: Mandas) یک کومونه در ایتالیا است که در استان کالیاری واقع شده‌است.

## خصوصیات
مانداس ۴۵٫۰ کیلومترمربع مساحت و ۲٬۴۰۱ نفر جمعیت دارد و ۴۹۱ متر بالاتر از سطح دریا واقع شده‌است.